# The Nocturne
The Nocturne – ósmy minialbum południowokoreańskiej grupy NU’EST, wydany 11 maja 2020 roku przez Pledis Entertainment. Płytę promował główny singel „I’m in Trouble”. Album sprzedał się w liczbie 196 613 egzemplarzy (stan na czerwiec 2020 roku).

## Lista utworów
| CD | CD                                                          | CD                              | CD                                                          | CD                        | CD      |
| Nr | Tytuł utworu                                                | Tekst                           | Kompozycja                                                  | Aranżacja                 | Długość |
| -- | ----------------------------------------------------------- | ------------------------------- | ----------------------------------------------------------- | ------------------------- | ------- |
| 1. | „Moon Dance”                                                | Minhyun, JR, Bumzu              | Josh Cumbee, JC Chasez, Nikki Flores, Ryan S. Jhun, GESTURE | Josh Cumbee, Ryan S. Jhun | 3:39    |
| 2. | „I’m in Trouble”                                            | Baekho, Bumzu                   | Bumzu, Baekho                                               | Bumzu, Baekho, Anchor     | 3:04    |
| 3. | „Firework”                                                  | Baekho, JR, Bumzu, doubletenboy | Bumzu, Baekho, Nmore                                        | Bumzu, Nmore              | 3:27    |
| 4. | „Back To Me (Pyeonghaeng-uju)” (kor. Back To Me (평행우주)) | Seo Ji-eum, Baekho, Bumzu       | Bumzu, Baekho, Anchor                                       | Anchor                    | 3:28    |
| 5. | „Kkog” (kor. 꼭, ang. Must)                                 | Ren, Baekho, Bumzu              | Ren, Baekho, Bumzu                                          | Bumzu, Nmore              | 4:06    |
| 6. | „Bandisbyeol” (kor. 반딧별, ang. Shooting Star)             | Baekho, JR, Bumzu               | Bumzu, Baekho, Anchor, Bir$day                              | Bumzu, Anchor, Bir$day    | 3:32    |

## Notowania
| Lista                          | Najwyższa pozycja |
| ------------------------------ | ----------------- |
| Gaon Weekly Album Chart        | 1                 |
| Gaon Yearly Album Chart (2020) | 46                |
| Five Music (Tajwan)            | 1                 |
| Oricon Weekly Album Chart      | 5                 |
| Billboard Japan Hot Albums     | 7                 |

## Nagrody w programach muzycznych
| Program                   | Data         | Źródło |
| ------------------------- | ------------ | ------ |
| Show Champion (MBC Music) | 20 maja 2020 | [ 9 ]  |
| M Countdown (Mnet)        | 21 maja 2020 | [ 10 ] |
| Music Bank (KBS2)         | 22 maja 2020 | [ 11 ] |
| Show! Music Core (MBC)    | 23 maja 2020 | [ 12 ] |